# Blérancourdelle
Blérancourdelle est une localité de la commune de Blérancourt et une ancienne commune française, située dans le département de l'Aisne en région Hauts-de-France.

## Géographie
La commune avait une superficie de 3,00 km2.

## Histoire
La commune de Blérancourdelle a été créée lors de la Révolution française. Le 1er janvier 1969, elle est supprimée à la suite d'un arrêté préfectoral du 29 novembre 1968. Son territoire est alors rattaché à la commune voisine de Blérancourt par le même arrêté.

## Administration
Jusqu'à sa suppression en 1969, la commune faisait partie du canton de Coucy-le-Château-Auffrique dans le département de l'Aisne. Elle portait le code commune 02092. Elle appartenait aussi à l'arrondissement de Laon depuis 1801 et au district de Chauny entre 1790 et 1795. La liste des maires de Blérancourdelle est :
| Période                                  | Période | Identité | Étiquette | Qualité |
| ---------------------------------------- | ------- | -------- | --------- | ------- |
|                                          |         |          |           |         |
| Les données manquantes sont à compléter. |         |          |           |         |

## Démographie
Jusqu'en 1969, la démographie de Blérancourdelle était :
| 1793 | 1800 | 1806 | 1821 | 1831 | 1836 | 1841 | 1846 | 1851 |
| ---- | ---- | ---- | ---- | ---- | ---- | ---- | ---- | ---- |
| 101  | 130  | 134  | 131  | 149  | 169  | 147  | 142  | 141  |

| 1856 | 1861 | 1866 | 1872 | 1876 | 1881 | 1886 | 1891 | 1896 |
| ---- | ---- | ---- | ---- | ---- | ---- | ---- | ---- | ---- |
| 136  | 141  | 134  | 122  | 120  | 109  | 96   | 84   | 86   |

| 1901 | 1906 | 1911 | 1921 | 1926 | 1931 | 1936 | 1946 | 1954 |
| ---- | ---- | ---- | ---- | ---- | ---- | ---- | ---- | ---- |
| 80   | 87   | 69   | 57   | 61   | 80   | 61   | 57   | 59   |

| 1962 | 1968 | - | - | - | - | - | - | - |
| ---- | ---- | - | - | - | - | - | - | - |
| 43   | 43   | - | - | - | - | - | - | - |

## Patrimoine
- Église Sainte-Marie-Madeleine.